# Populus glauca
Populus glauca là một loài thực vật có hoa trong họ Liễu. Loài này được Haines miêu tả khoa học đầu tiên năm 1906.